# Mesophlebion hallieri
Mesophlebion hallieri là một loài thực vật có mạch trong họ Thelypteridaceae. Loài này được (H. Christ) Holttum mô tả khoa học đầu tiên năm 1975.